# Handvest van Neurenberg
Het Handvest van Neurenberg werd samengesteld als een geïntegreerd aanhangsel van het Verdrag van Londen (1945) en regelde de samenstelling, rechtsmacht en functie van de rechtbank van de Processen van Neurenberg.
Aangezien er destijds nog geen internationale strafwetgeving bestond, werden in dit handvest eveneens de drie misdrijven omschreven (de zogenaamde Neurenbergse principes), welke binnen de rechtsmacht van de rechtbank vielen.
Het voeren van een aanvalsoorlog was tot voor Handvest nog geen misdrijf tegen de vrede. De grondslag voor het strafbaar stellen van een dergelijke oorlog werd echter in het Briand-Kellogg-pact van 1928 wel vastgelegd. In totaal 62 landen (waaronder Duitsland) ondertekenden dit "Verdrag tot uitbanning van de oorlog", waarin de aanvalsoorlog als onrechtmatig werd bestempeld.